# Django d’Or (Italien)
Der Django d’Or ist ein europäischer Jazzpreis, der seit 1999 auch in Italien verliehen wird. Entsprechende Preise gibt es auch in Belgien (seit 1995), Schweden (seit 1998), Frankreich (seit 1992), und Dänemark (seit 2001). Kategorien sind Neues Talent, Etablierter Musiker, Spezialpreis.

## Preisträger
2005:
- Neues Talent: Francesco Cafiso
- Etablierter Musiker: Antonello Salis
- Spezialpreis: Franco Fayenz und Gianmario Maletto

2004:
- Neues Talent: Giovanni Falzone
- Etablierter Musiker: Danilo Rea
- Spezialpreis: Walter Veltroni und Mario Schiano

2003:
- Neues Talent: Daniele Scannapieco
- Etablierter Musiker: Enrico Pieranunzi
- Spezialpreis: Filippo Bianchi und Aldo Gianolio

2002:
- Neues Talent: Fabrizio Bosso
- Etablierter Musiker: Paolo Fresu
- Spezialpreis: Paolo Damiani und Pino Saulo

2001:
- Neues Talent: Gianluca Petrella
- Etablierter Musiker: Gianluigi Trovesi
- Spezialpreis: Giovanni Bonandrini

2000:
- Neues Talent: Stefano Bollani
- Etablierter Musiker: Enrico Rava
- Spezialpreis: Enrico Rava

1999:
- Neues Talent: Stefano di Battista
- Etablierter Musiker: Gianluigi Trovesi
- Spezialpreis: Giorgio Gaslini